# Marine Aircraft Group 13
13ème Groupe aérien du Corps des Marines
Le Marine Aircraft Group 13 est une unité aérienne du Corps des Marines des États-Unis basée à la Marine Corps Air Station Yuma en Arizona qui est actuellement composé d'un escadron de AV-8B Harrier II, de trois escadrons de F-35B Lightning II, d'un escadron de Drone, d'un escadron de maintenance et de logistique et d'un escadron de soutien d'escadre. Ils relèvent du commandement de la 3rd Marine Aircraft Wing et du I Marine Expeditionary Force.

## Mission
Fournir un soutien aérien aux commandants de la Force tactique terrestre et aérienne des Marines (Marine Air-Ground Task Force - MAGTF).

## Unités subordonnées
- VMFA-122 "Flying Leathernecks"
- VMFA-211 "Wake Island Avengers"
- VMFA-214 "Black Sheep"
- VMFA-225 "Vikings"
- MALS-13 "Black Windows"
- VMU-1 "Watchdogs"
- MWSS-371 "Sandsharks

## Historique

### Origine
Le MAG-13 a été activé le 1er mars 1942 à San Diego, en Californie en réponse à l'attaque de Pearl Harbor par les japonais. Tout en participant à la Campagne des îles Gilbert et Marshall, le MAG-13 s'est engagé dans des opérations de combat soutenues contre les Japonais tout au long de la guerre du Pacifique. Le Marine Aircraft Group 13 a été désactivé le 30 novembre 1945 après la fin de la Seconde Guerre mondiale, mais a été réactivé le 15 mars 1951 à la Marine Corps Air Station El Toro, en Californie, en réponse à la guerre de Corée.